# Dauerbrunst
Dauerbrunst (auch Dauerbrunft, Dauerranz, Dauerrolligkeit) ist ein Krankheitsbild in der Veterinärmedizin, bei dem sich weibliche Tiere permanent in der Östrus-Phase des Sexualzyklus befinden und entsprechende Symptome und Verhaltensweisen aufweisen.
Die Dauerbrunst ist durch hohe Östrogen-Spiegel (Hyperöstrogenismus) gekennzeichnet und wird vor allem durch Ovarialzysten, seltener durch Eierstocktumoren oder durch Verabreichung von Futtermitteln mit Inhaltsstoffen mit Östrogenwirkung (z. B. Zearalenon) ausgelöst. Kaninchen und Frettchen sind besonders davon betroffen.